# Noalejo
Noalejo ist ein südspanischer Ort und eine Gemeinde (municipio) mit insgesamt 1.783 Einwohnern (Stand: 2024) im Süden der Provinz Jaén in der autonomen Region Andalusien.
Neben dem Hauptort Noalejo gehört die Ortschaft Hoya del Salobral zur Gemeinde.

## Lage
Noalejo liegt in der Sierra Mágina, einem Teilgebiet der Sierra Morena, knapp 29 km (Luftstrecke) südsüdöstlich der Provinzhauptstadt Jaén in einer Höhe von ca. 1085 m.
Durch die Gemeinde führt die Autovía A-44.
Das Klima im Winter ist gemäßigt, im Sommer dagegen warm bis heiß; die geringen Niederschlagsmengen fallen – mit Ausnahme der nahezu regenlosen Sommermonate – verteilt übers ganze Jahr.

## Bevölkerungsentwicklung
| Jahr      | 1970  | 1980  | 1990  | 2000  | 2010  | 2020  |
| Einwohner | 3.050 | 2.138 | 2.392 | 2.208 | 2.077 | 1.897 |

Die kontinuierliche Bevölkerungsrückgang in der zweiten Hälfte des 20. Jahrhunderts ist im Wesentlichen auf die Mechanisierung der Landwirtschaft und den damit einhergehenden Verlust an Arbeitsplätzen zurückzuführen.

## Sehenswürdigkeiten
- Höhlenmalereien
- Kirche Mariä Himmelfahrt (Iglesia de Nuestra Señora de la Asunción)
- Rathaus

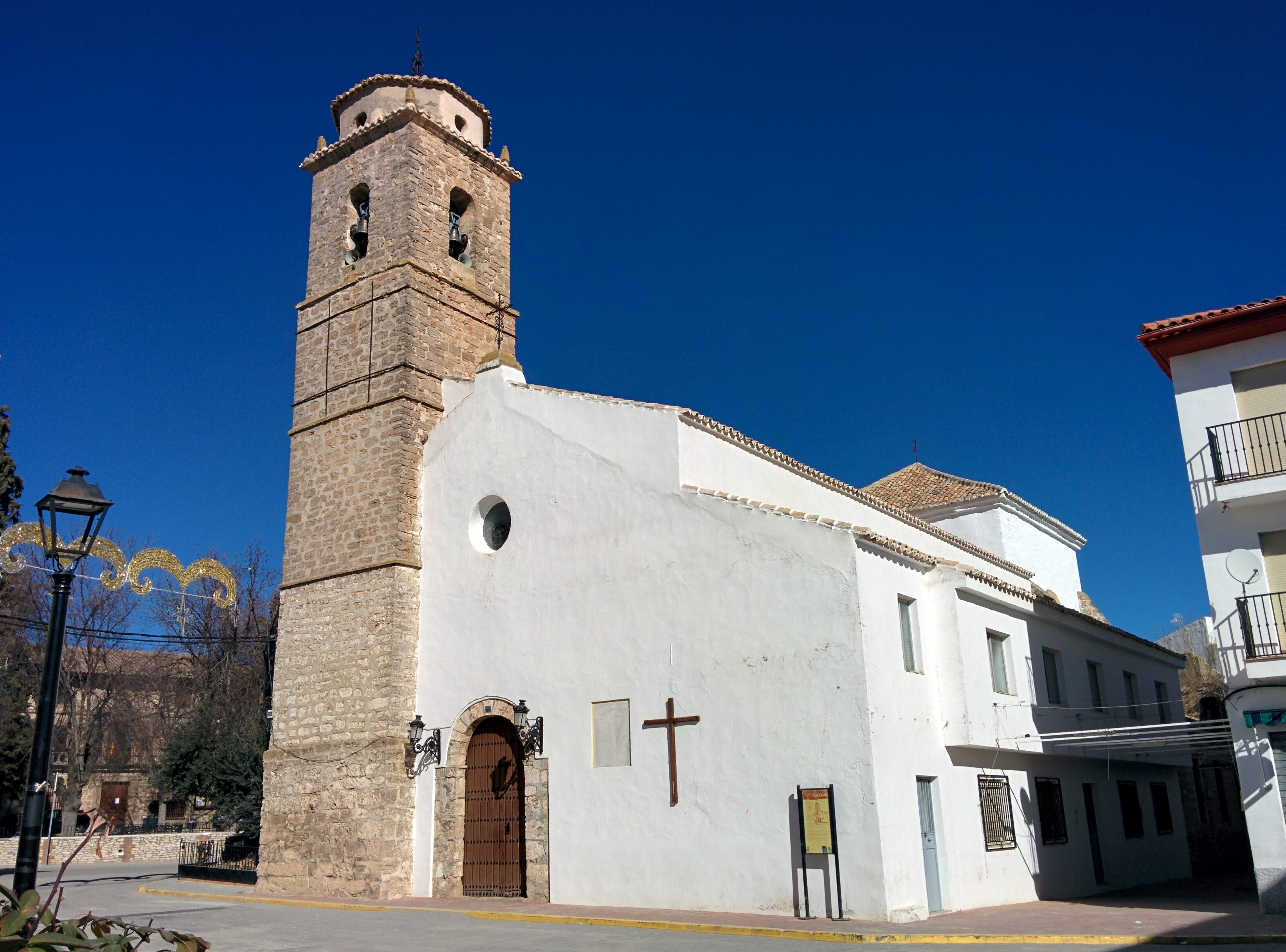
Kirche Mariä Himmelfahrt
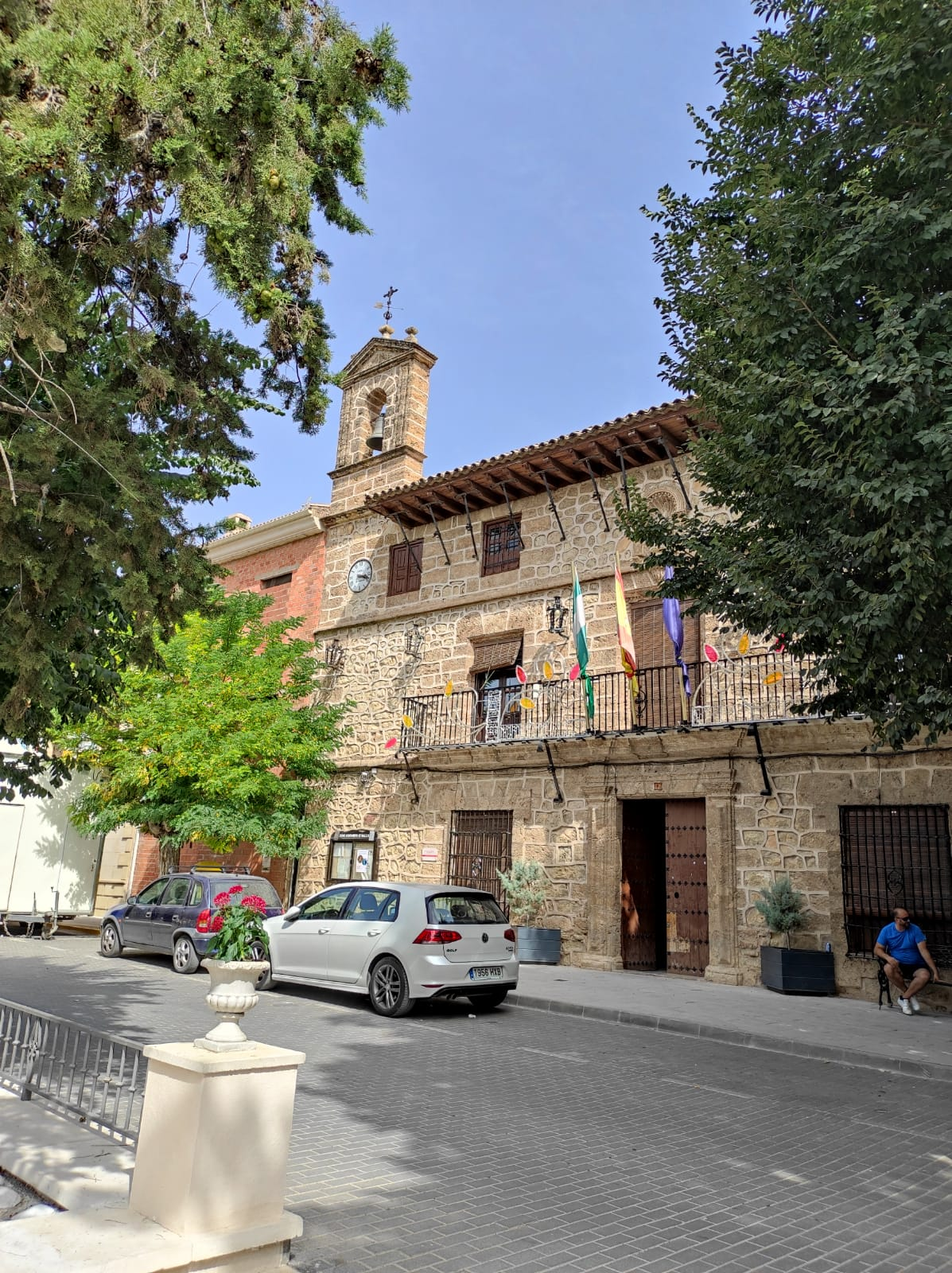
Rathaus

## Persönlichkeiten
- Antonio Lara Ramos (* 1957), Historiker und Schriftsteller